# Deiregyne
Deiregyne é um género botânico pertencente à família das orquídeas (Orchidaceae).

## Espécies
1. Deiregyne alinae Szlach., Bull. Mus. Natl. Hist. Nat., B, Adansonia 14: 455 (1992 publ. 1993).
2. Deiregyne chartacea (L.O.Williams) Garay, Bot. Mus. Leafl. 28: 312 (1980 publ. 1982).
3. Deiregyne cochleata Szlach., R.González & Rutk., Polish Bot. J. 46: 35 (2001).
4. Deiregyne diaphana (Lindl.) Garay, Bot. Mus. Leafl. 28: 312 (1980 publ. 1982).
5. Deiregyne eriophora (B.L.Rob. & Greenm.) Garay, Bot. Mus. Leafl. 28: 312 (1980 publ. 1982).
6. Deiregyne falcata (L.O.Williams) Garay, Bot. Mus. Leafl. 28: 312 (1980 publ. 1982).
7. Deiregyne nonantzin (R.González ex McVaugh) Catling, Lindleyana 4: 186 (1989).
8. Deiregyne obtecta (C.Schweinf.) Garay, Bot. Mus. Leafl. 28: 312 (1980 publ. 1982).
9. Deiregyne pallens (Szlach.) Espejo & López-Ferr., Phytologia 82: 80 (1997).
10. Deiregyne pseudopyramidalis (L.O.Williams) Garay, Bot. Mus. Leafl. 28: 312 (1980 publ. 1982).
11. Deiregyne pterygodium Szlach., Orchidee (Hamburg), Suppl. 3: 18 (1996).
12. Deiregyne ramirezii R.González, Bol. Inst. Bot. (Guadalajara) 1: 513 (1993 publ. 1995).
13. Deiregyne rhombilabia Garay, Bot. Mus. Leafl. 28: 284 (1980 publ. 1982).
14. Deiregyne sheviakiana (Szlach.) Espejo & López-Ferr., Phytologia 82: 80 (1997).
15. Deiregyne tamayoi Szlach., Fragm. Florist. Geobot. 41: 851 (1996).
16. Deiregyne thelyrnitra (Rchb.f.) Schltr., Beih. Bot. Centralbl. 37(2): 428 (1920).
17. Deiregyne trilineata (Lindl.) Schltr., Beih. Bot. Centralbl. 37(2): 428 (1920).
18. Deiregyne velata (B.L.Rob. & Fernald) Garay, Bot. Mus. Leafl. 28: 313 (1980 publ. 1982).